# Situle de la Certosa
La situle de la Certosa ou situle de Zannoni, du nom de son inventeur, Antonio Zannoni (it), est une situle historiée en bronze, récipient en forme de seau tronconique, conservée au Musée archéologique civique de Bologne (en). Elle a été trouvée dans une tombe à incinération de la nécropole de la Certosa (Chartreuse), à Bologne et date du début du Ve siècle av. J.-C. Elle se rattache à l'art des situles, style de décor figuré répandu de l'Italie du Nord à la Dalmatie entre le VIe et le IVe siècle av. J.-C.

## Description de la situle
La situle, en tôle de bronze, a été décorée au repoussé, avec une finition de traits gravés. Par la qualité de sa composition, le soin apporté à la réalisation et le souci du détail, cette situle se détache parmi les autres objets du même type.

## Décoration
La décoration est disposée en quatre registres horizontaux séparés par un bourrelet continu. Sur les trois registres supérieurs, un motif central se détache.
- Registre inférieur. Défilé d'animaux, allant de droite à gauche : un cerf, deux bêtes avec la langue pendante, cinq lions ailés. Une jambe sort de la gueule du quatrième lion ailé[4].
- Registre médian inférieur. Le motif central est constitué par deux musiciens assis sur un lit, qui sont entourés de deux personnages portant un grand manteau quadrillé. Le décor s'organise presque symétriquement par rapport à ce groupe avec, à droite, une scène de chasse et, à gauche, une scène champêtre.
- Registre médian supérieur. Le motif central représente deux hommes qui portent une situle en la tenant par l'anse. De part et d'autre, une procession, peut-être une procession sacrificielle, va de gauche à droite : un homme conduit un taureau ; derrière lui, trois hommes et trois femmes portent divers objets (coffret, corbeille, etc.) qui pourraient être des offrandes, puis deux hommes soutiennent une perche à laquelle est suspendue une situle. Après le motif central, un homme conduit un bélier, suivi de trois hommes et de trois femmes qui portent des vases ; derrière, un homme porte une petite situle et un autre une épée. Un animal (chien ?) ferme la marche.
- Registre supérieur. Défilé militaire, de droite à gauche. Deux cavaliers ouvrent la marche, suivis de cinq fantassins armés d'une lance et d'un bouclier ovale, puis – après le motif central géométrique – quatre fantassins armés d'une lance et d'un bouclier ovale plus petit que les précédents et quatre fantassins armés d'un bouclier rond ; quatre hommes portant une hache sur l'épaule ferment le défilé ; entre eux et les cavaliers du début, on trouve un motif géométrique comparable à celui qui a été mentionné précédemment.

Détails et ornements de la situle de la Certosa
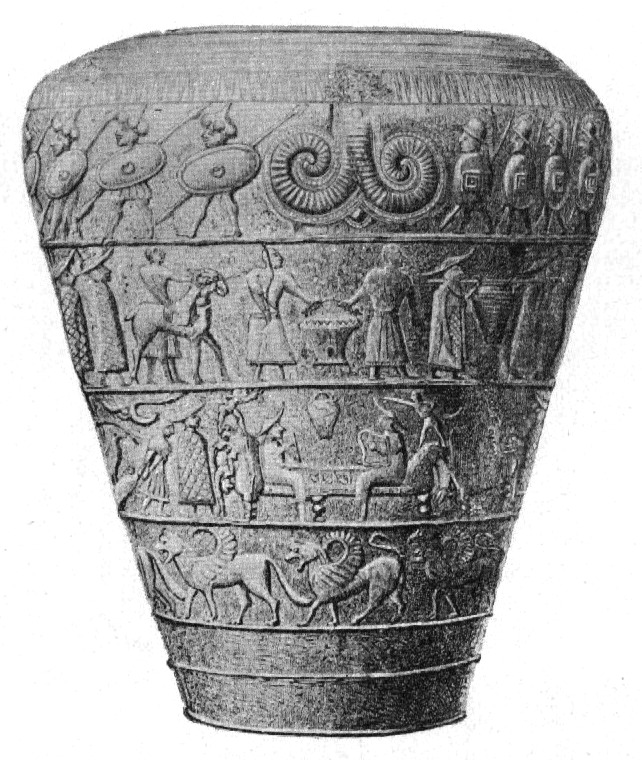
Situle de la Certosa.
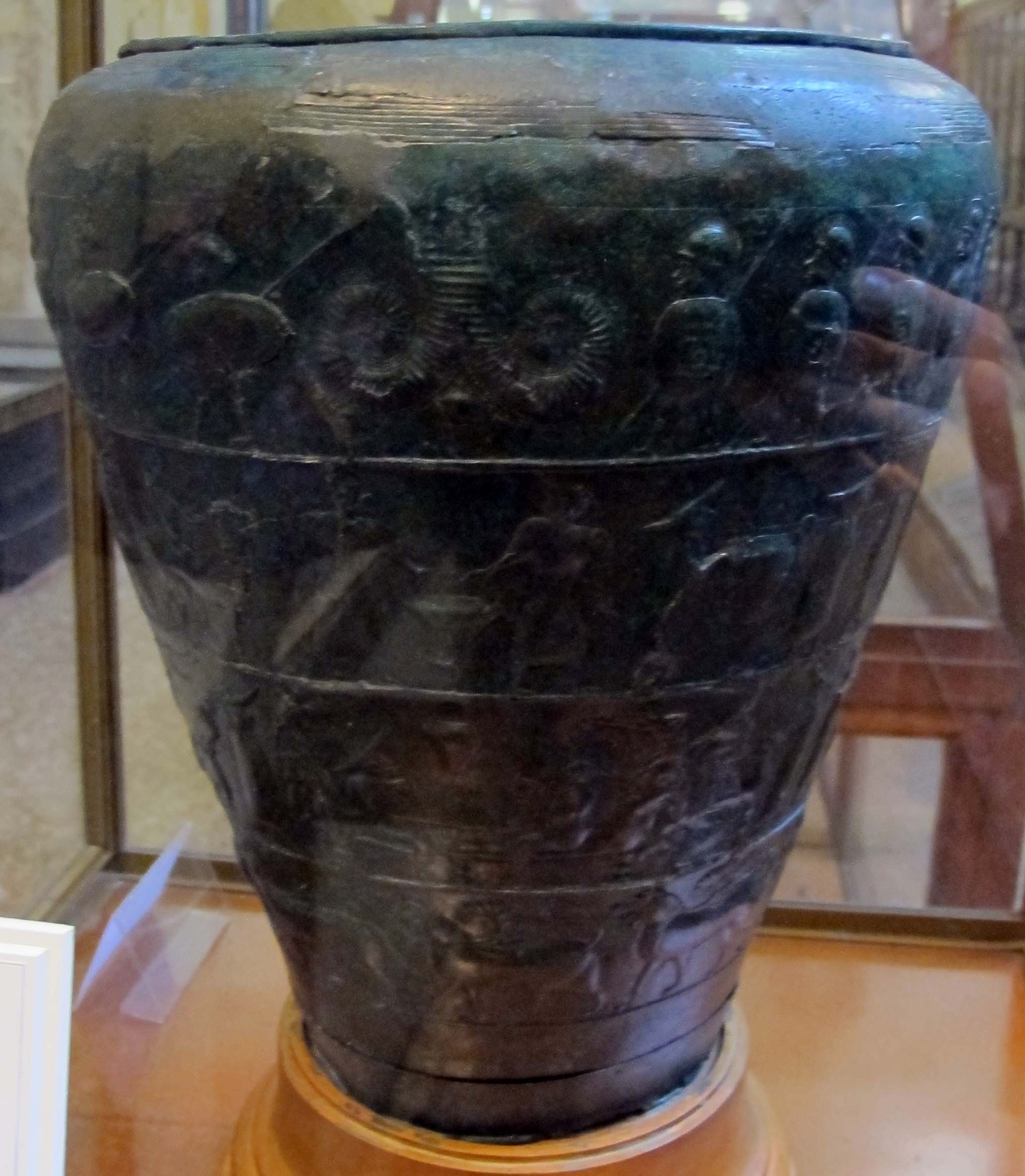
Id.
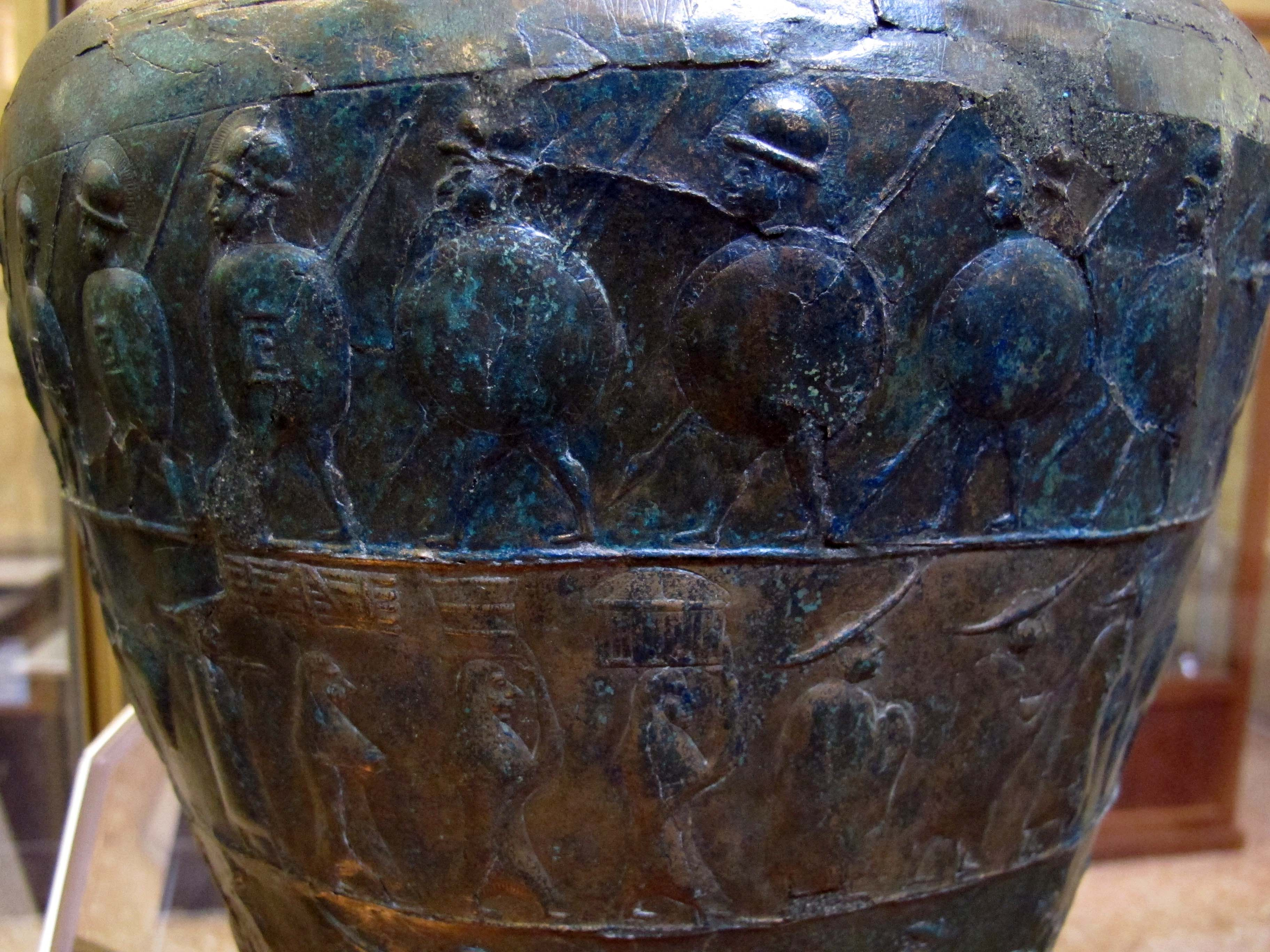
Les deux registres supérieurs.
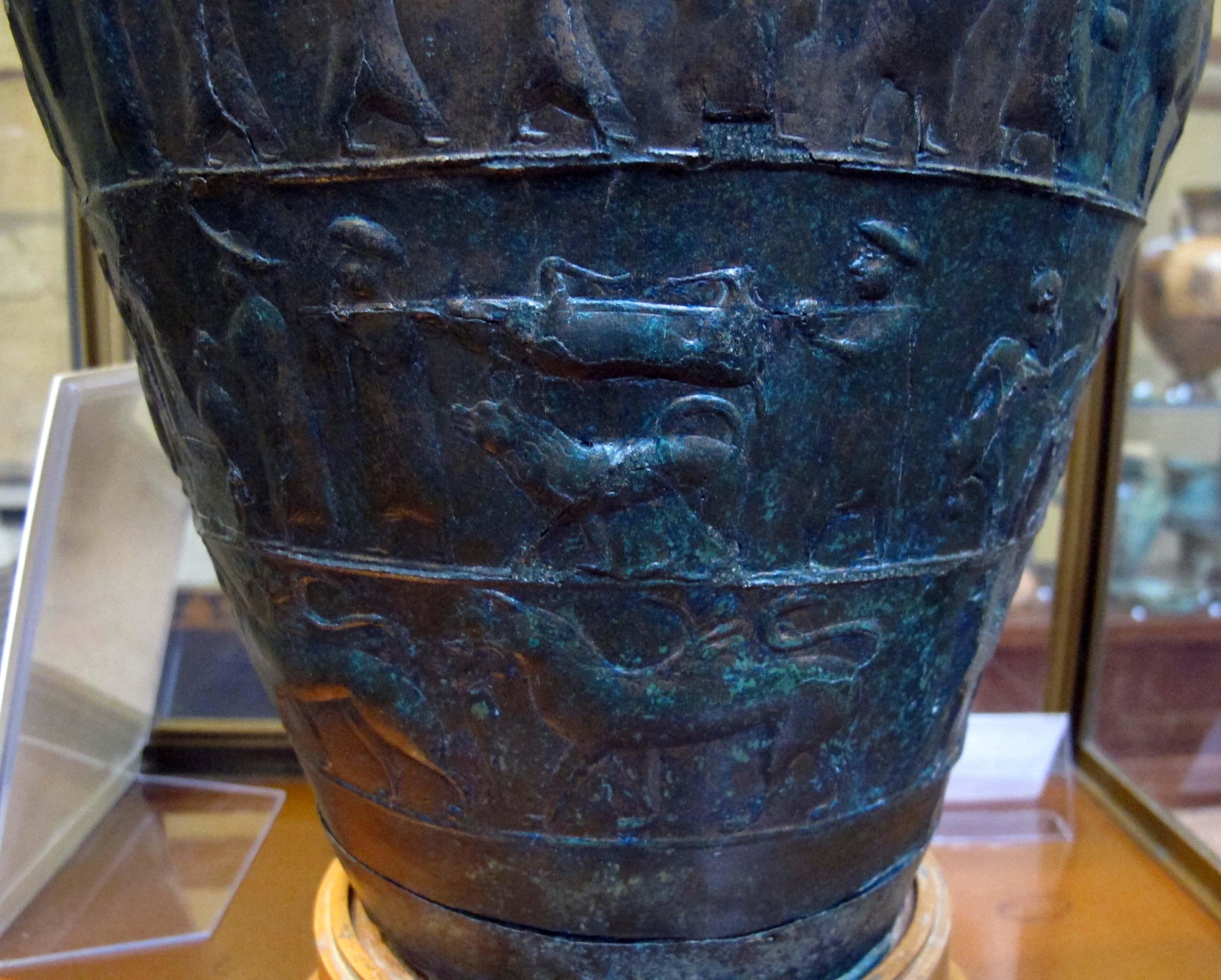
Les deux registres inférieurs, au niveau de la scène de chasse.